# Harrell (Arkansas)
Harrell è un comune degli Stati Uniti d'America, situato in Arkansas, nella contea di Calhoun.